# Subaru Leone
Pour les articles homonymes, voir Leone.
La Subaru Leone est une ancienne voiture Subaru qui a marqué le succès de Subaru aux États-Unis. Elle est fabriquée à Ōta dans la préfecture de Gunma.

## Histoire
Étant le successeur de la Subaru FF-1, la Subaru Leone a commencé en 1971 et a fini en 1994. Ce modèle marquera le début du succès de Subaru aux États-Unis. En 1972 sort la Subaru Leone 4WD Station Wagon après le lancement de la Leone qui[Laquelle ?] fut un succès. La Subaru Leone 4WD Station Wagon fut la première voiture de tourisme de grande série à être équipée de la traction intégrale.

## Moteurs
Le moteur de la Subaru Leone est un moteur boxer 4 cylindres(H4). 